# Comitato di Arad
Il comitato di Arad (in ungherese Arad vármegye, in romeno Comitatul Arad, in latino Comitatus Aradiensis o Orodiensis) è stato un antico comitato del Regno d'Ungheria, situato in massima parte nell'attuale Romania occidentale. Capoluogo del comitato era l'omonima città di Arad, anch'essa oggi in Romania.
Il comitato di Arad confinava con gli altri comitati di Bihar, Torda-Aranyos, Hunyad, Krassó-Szörény, Temes, Torontál, Csanád e Békés. Era attraversato dal fiume Fehér-Körös/Crişul Alb e delimitato a sud dal fiume Maros/Mureș.

## Storia
Si tratta di uno dei più antichi comitati del Regno d'Ungheria. Il comitato di Arad venne ceduto alla Romania in forza del Trattato del Trianon (1920), eccetto una piccola parte a sud di Békéscsaba, che divenne parte del nuovo comitato ungherese di Csanád-Arad-Torontál. Dalla fine della seconda guerra mondiale la parte ungherese del comitato di Arad fa parte della contea di Békés.
La parte dell'antico comitato passata sotto sovranità romena fa invece attualmente parte del distretto di Arad.